# Junonia natalica
Junonia natalica là một loài bướm ngày thuộc họ Nymphalidae. Nó được tìm thấy ở Afrotropic ecozone.
Sải cánh dài 45–50 mm đối với con đực và 48–55 mm đối với con cái.
Ấu trùng ăn Asystasia gangetica và Phaulopsis imbricata.